# Aleksandr Jidkov
Aleksandr Jidkov (ros. Александр Витальевич Жидков, Aleksandr Witaljewicz Żydkow, ur. 16 marca 1965 w Moskwie) – azerski piłkarz, grający na pozycji bramkarza – reprezentant Azerbejdżanu.

## Kariera piłkarska

### Kariera klubowa
Rozpoczynał karierę piłkarską w drużynie Atommasz Wołgodonsk. Od 1984 bronił barwy zespołu Neftçi PFK skąd w 1988 przeszedł do Dynama Kijów. Z kijowskim zespołem w 1990 zdobył Mistrzostwo ZSRR oraz krajowy puchar. Potem występował w klubach Nywa Winnica, Admira Wacker Mödling, Hapoel Cafririm Holon, Anży Machaczkała, Tom Tomsk. Zakończył karierę w 2003.

### Kariera reprezentacyjna
W latach 1994–1998 wystąpił w 21 meczach reprezentacji Azerbejdżanu.